# Mitch Evans
Mitchell William Evans (Auckland, 1994. június 24. –) Új-zélandi autóversenyző, a Formula–E sorozatban résztvevő Jaguar Racing versenyzője.

## Pályafutása
Evans gokartozással kezdte a pályafutását, majd 2007-ben a Formula First-be szerződött. Tizennyolcadik lett az összesítésben.

### Formula Ford
2008-ban a Formula Fordba ment, ahol a 12 versenyből 7-et nyert meg, majd a következő évre a Ausztrál Formula Ford bajnokságba szerződött.

### Formula–3
2009-ben az ausztrál Formula–3-ban próbálta ki magát. Az év végén az összesített 4. hely jutott neki. 
2010-re a Toyota Racing Series-be szerződött a Giles Motorsport pilótájaként. Az év végén ő lett a bajnok, csupán néhány ponttal előzve meg Earl Bambert.

### GP3
A 2011-es szezonra az MW Arden-hez igazolt. Jól kezdte az évet, már a második versenyhétvégéjén győzni tudott. A szezon második felében csupán csak egyszer tudott pontot szerezni, így az összetett 9. helyén végzett. 2012-re maradt a csapatnál, ahol az évad első versenyét meg is nyerte. Egész éven keresztül jó formát nyújtott és a szezonzáróra az összetett pontverseny vezetőjeként érkezett. Pole-pozícióból indulhatott az első versenyen, de kiesett. Így a második futamot az utolsó helyről kezdhette. Feljött egészen a hetedig helyig, amikor is defektet kapott, így nem szerzett pontot. Eközben üldözője Daniel Abt az első futamot megnyerte, a másodikon pedig második lett, így 2 ponttal végzett Evans mögött.

### GP2
2013-ra az Arden-nél maradt, igaz már a GP2-ben. Csapattársa a tapasztalt Johnny Cecotto, Jr. volt. Az évadnyitó maláj nagydíjon az első versenyen ételmérgezés hátráltatta, de a második futamon dobogóra állhatott. Így ő lett a GP2 történetének legfiatalabb dobogósa. 
2014-ben a RUSSIAN TIME-hoz szerződött. Csapattársa Artyom Markelov lett. A brit futamon megszerezte első győzelmét a sorozatban, majd Németországban megnyerte a GP2 történetének 200. nagydíját. Az összetettben 4. helyen végzett. 
2015-ben maradt a csapatnál és az összetett 5. helyén végzett, összesen 2 győzelemmel. 
2016-ra a Campos Racing-hez igazolt. Csapattársa Sean Gelael lett. Az  első győzelmét az osztrák nagydíj főversenyén aratta, és a változó körülmények után a végeredmény Campos 1–2 lett, mert Evans mögött csapattársa Sean Gelael látta meg a kockás zászlót. Érdekesség, hogy és ez volt az egyetlen győzelme, illetve dobogója az évben. Az összetettben gyenge helyezést ért el, ugyanis csak a 12. lett csupán 90 egységet gyűjtve.

### Formula–E
2016. augusztus 19-én bejelentették, hogy Evans teszteli a Jaguar Racing Formula–E autóját a szezon előtti teszten a Donington Parkban. Evans később aláírt a csapattal teljes szezont futó pilótaként. Ezért a 2016–2017-es szezon óta az elektromos széria mezőnyének tagja.

## Eredményei

### Teljes GP3-as eredménylistája
(Félkövér: pole-pozíció, dőlt: leggyorsabb kör, a színkódokról részletes információ itt található)
| Év   | Csapat   | 1         | 2          | 3         | 4         | 5         | 6         | 7         | 8          | 9          | 10         | 11         | 12          | 13         | 14         | 15         | 16         | Helyezés | Pont  |
| ---- | -------- | --------- | ---------- | --------- | --------- | --------- | --------- | --------- | ---------- | ---------- | ---------- | ---------- | ----------- | ---------- | ---------- | ---------- | ---------- | -------- | ----- |
| 2011 | MW Arden | TUR FEA 6 | TUR SPR 7  | ESP FEA 1 | ESP SPR 5 | VAL FEA 3 | VAL SPR 4 | GBR FEA 9 | GBR SPR Ki | GER FEA 19 | GER SPR 22 | HUN FEA Ki | HUN SPR 24† | BEL FEA 11 | BEL SPR Ki | ITA FEA 8  | ITA SPR Ki | 9.       | 29    |
| 2012 | MW Arden | ESP FEA 1 | ESP SPR 20 | MON FEA 5 | MON SPR 4 | VAL FEA 1 | VAL SPR 6 | GBR FEA 2 | GBR SPR 11 | GER FEA 8  | GER SPR 1  | HUN FEA 3  | HUN SPR 21  | BEL FEA 3  | BEL SPR 15 | ITA FEA Ki | ITA SPR 20 | 1.       | 151.5 |

### Teljes GP2-es eredménylistája
(Félkövér: pole-pozíció, dőlt: leggyorsabb kör, a színkódokról részletes információ itt található)
| Év   | Csapat                  | 1          | 2           | 3          | 4           | 5          | 6          | 7          | 8         | 9          | 10         | 11         | 12         | 13         | 14         | 15         | 16         | 17         | 18          | 19         | 20         | 21         | 22         | Helyezés | Pont |
| ---- | ----------------------- | ---------- | ----------- | ---------- | ----------- | ---------- | ---------- | ---------- | --------- | ---------- | ---------- | ---------- | ---------- | ---------- | ---------- | ---------- | ---------- | ---------- | ----------- | ---------- | ---------- | ---------- | ---------- | -------- | ---- |
| 2013 | Arden International     | MAL FEA 10 | MAL SPR 3   | BHR FEA Ki | BHR SPR 15  | ESP FEA 12 | ESP SPR 13 | MON FEA 3  | MON SPR 3 | GBR FEA 19 | GBR SPR 14 | GER FEA 16 | GER SPR 7  | HUN FEA 7  | HUN SPR 2  | BEL FEA 11 | BEL SPR 10 | ITA FEA Ki | ITA SPR 15  | SIN FEA 11 | SIN SPR 15 | UAE FEA Ki | UAE SPR 14 | 14.      | 56   |
| 2014 | RT Russian Time         | BHR FEA 14 | BHR SPR 7   | ESP FEA 14 | ESP SPR 20† | MON FEA 2  | MON SPR 6  | AUT FEA 7  | AUT SPR 4 | GBR FEA 1  | GBR SPR 7  | GER FEA 1  | GER SPR 11 | HUN FEA 12 | HUN SPR 9  | BEL FEA 5  | BEL SPR 4  | ITA FEA 3  | ITA SPR 20† | RUS FEA 2  | RUS SPR 4  | UAE FEA 3  | UAE SPR 5  | 4.       | 174  |
| 2015 | Russian Time            | BHR1 FEA 6 | BHR1 SPR 17 | ESP FEA 2  | ESP SPR Ni  | MON FEA Ki | MON SPR Ni | AUT FEA 10 | AUT SPR 5 | GBR FEA Ki | GBR SPR 20 | HUN FEA 17 | HUN SPR 22 | BEL FEA 5  | BEL SPR 3  | ITA FEA 3  | ITA SPR 1  | RUS FEA 11 | RUS SPR 8   | BHR2 FEA 3 | BHR2 SPR 1 | UAE FEA 3  | UAE SPR T  | 5.       | 135  |
| 2016 | Pertamina Campos Racing | ESP FEA 12 | ESP SPR 14  | MON FEA 5  | MON SPR 4   | EUR FEA 5  | EUR SPR Ki | AUT FEA 1  | AUT SPR 8 | GBR FEA 4  | GBR SPR 13 | HUN FEA 10 | HUN SPR 5  | GER FEA Ki | GER SPR 10 | BEL FEA 16 | BEL SPR 13 | ITA FEA 8  | ITA SPR Ki  | MAL FEA 8  | MAL SPR 6  | UAE FEA 15 | UAE SPR 8  | 12.      | 90   |

### Le Mans-i 24 órás autóverseny
| Év   | Csapat     | Csapattárs                | Autó               | Kategória | Kör | Összetett Helyezés | Kategória Helyezés |
| ---- | ---------- | ------------------------- | ------------------ | --------- | --- | ------------------ | ------------------ |
| 2015 | Jota Sport | Simon Dolan Oliver Turvey | Gibson 015S-Nissan | LMP2      | 358 | 10.                | 2.                 |

### Teljes Formula–E eredménylistája
(Táblázat értelmezése)

(Félkövér: pole-pozícióból indult; dőlt: leggyorsabb kört futott) 

| Év      | Csapat | 1       | 2      | 3      | 4      | 5      | 6      | 7      | 8      | 9      | 10     | 11     | 12     | 13     | 14     | 15     | 16    | Helyezés | Pont |
| ------- | ------ | ------- | ------ | ------ | ------ | ------ | ------ | ------ | ------ | ------ | ------ | ------ | ------ | ------ | ------ | ------ | ----- | -------- | ---- |
| 2016–17 | Jaguar | HKG Ki  | MAR 17 | BUE 13 | MEX 4  | MON 10 | PAR 9  | BER Ki | BER 17 | NYC Ki | NYC Ki | MNT 7  | MNT 12 |        |        |        |       | 14.      | 22   |
| 2017–18 | Jaguar | HKG1 12 | HKG2 3 | MAR 11 | SAN 7  | MEX 6  | PDE 4  | ROM 9  | PAR 15 | BER 6  | ZUR 7  | NYC Ki | NYC 6  |        |        |        |       | 7.       | 68   |
| 2018–19 | Jaguar | DIR 4   | MAR 9  | SAN 6  | MEX 7  | HKG 7  | SNY 9  | ROM 1  | PAR 16 | MON 6  | BER 12 | BRN 2  | NYC 2  | NYC 17 |        |        |       | 5.       | 105  |
| 2019–20 | Jaguar | DIR 10  | DIR 17 | SAN 3  | MEX 1  | MAR 6  | BER 13 | BER 12 | BER 9  | BER 7  | BER 7  | BER 11 |        |        |        |        |       | 7.       | 71   |
| 2020–21 | Jaguar | DIR 3   | DIR Ki | ROM 3  | ROM 6  | VAL Ki | VAL 15 | MON 3  | PUE 8  | PUE 9  | NYC Ki | NYC 13 | LON 14 | LON 3  | BER 3  | BER Ki |       | 4.       | 90   |
| 2021–22 | Jaguar | DIR 10  | DIR 21 | MEX 19 | ROM 1  | ROM 1  | MON 2  | BER 5  | BER 10 | JAK 1  | MAR 3  | NYC 11 | NYC 3  | LON 5  | LON Ki | SEO 1  | SEO 7 | 2.       | 180  |
| 2022–23 | Jaguar | MEX 8   | DRH 10 | DRH 7  | HAI Ki | FOK 11 | SAP 1  | BER 1  | BER 4  | MCO 2  | JAK Ki | JAK 3  | POR 4  | ROM 1  | ROM Ki | LON 1  | LON 2 | 3.       | 197  |
| 2023–24 | Jaguar | MEX 5   | DIR 5  | DIR 10 | SAP 2  | TOK 15 | MIS 5  | MIS Hn | MON 1  | BER 4  | BER 6  | SHA 1  | SHA 5  | POR 8  | POR 3  | LON 2  | LON 3 | 2.       | 192  |
| 2024–25 | Jaguar | SAP 1   | MEX Ki | JED 19 | JED Ki | MIA 16 | MON 20 | MON 18 | TOK ki | TOK Ni | SHA 20 | SHA 14 | JAK 12 | BER 1  | BER 5  | LON 10 | LON   | 13.*     | 64*  |

* A szezon jelenleg is zajlik.
† A versenyt nem fejezte be, de helyezését értékelték, mert a versenytáv több, mint 90%-át teljesítette

## Fordítás
- Ez a szócikk részben vagy egészben  a   Mitch Evans című angol Wikipédia-szócikk fordításán alapul.  Az eredeti cikk szerkesztőit annak laptörténete sorolja fel. Ez a jelzés csupán a megfogalmazás eredetét és a szerzői jogokat jelzi, nem szolgál a cikkben szereplő információk forrásmegjelöléseként.